# 12594 Sidorclare
12594 Sidorclare eller 1999 RU145 är en asteroid i huvudbältet som upptäcktes den 9 september 1999 av LINEAR i Socorro County, New Mexico. Den är uppkallad efter Sidor Daas Clare.